# Ullastret
Ullastret è un comune spagnolo di 225 abitanti situato nella comunità autonoma della Catalogna.